# Kheti III
Kheti III (fl. XXII-XXI secolo a.C.) è stato un sovrano egizio, inserito nella IX dinastia, si conosce solo tale parte del suo nome.

## Biografia
L'estrema scarsezza di fonti storicamente affidabili rende difficoltosa la conoscenza dei sovrani delle dinastie IX e X; solo il Canone Reale, peraltro frammentario, fornisce qualche dato a cui si affiancano alcuni riscontri archeologici.
Come per altri sovrani di questa dinastia l'unico riferimento per Kheti III è il Canone Reale, che è peraltro molto danneggiato in questa parte.
Alcuni studiosi ritengono che nella parte mancante del nomen vi fosse il termine s3 (figlio) da cui risulterebbe Kheti sa Neferkara - Kheti figlio di Neferkara.
Come rilevato per gli altri sovrani ascritti a questa fase storica è probabile che anche Kheti III abbia regnato solamente su una parte dell'Egitto.

## Liste Reali
|            | \| \| \| non citato \| \| \| |
|            |                              |
| non citato |                              |
|            |                              |

|            |
| non citato |
|            |

|            | \| \| \| non citato \| \| \| |
|            |                              |
| non citato |                              |
|            |                              |

|            |
| non citato |
|            |

| F32 | t | U33 | HASH | N5 | nfr | kA |

| F32 | t | U33 | HASH | N5 | nfr | kA |

| F32 | t | U33 | HASH | N5 | nfr | kA |

| F32 | t | U33 | HASH | N5 | nfr | kA |

| F32 | t | U33 | HASH | N5 | nfr | kA |

| F32 | t | U33 | HASH | N5 | nfr | kA |

| F32 | t | U33 | HASH | N5 | nfr | kA |

| F32 | t | U33 | HASH | N5 | nfr | kA |